# Carl Kronacher
Carl Kronacher (ur. 8 marca 1871 w Landshut, zm. 9 kwietnia 1938 w Monachium) – niemiecki profesor, genetyk, lekarz weterynarii. Był wykładowcą na wyższych uczelniach rolniczych w Berlinie, Hanowerze. Opracował nowoczesne metody hodowli zwierząt. 
Studiował weterynarię w Monachium i Dreźnie w latach 1889-1894, zdając w 1896 egzamin państwowy. W 1903 uzyskał doktorat w Bernie jako doktor medycyny weterynaryjnej. Do 1907 był szefem Inspektoratu Hodowli Zwierząt w Bambergu, następnie został mianowany profesorem i kierownikiem wydziału hodowli zwierząt w Weihenstephan. Pod koniec 1916 został mianowany profesorem i dyrektorem Instytutu Hodowli Zwierząt i Badań Genetycznych na Uniwersytecie Medycyny Weterynaryjnej w Hanowerze. W 1929 przyjął powołanie do Berlińskiej Wyższej Szkoły Rolniczej, która została przejęta przez uniwersytet w 1934, jako profesor hodowli zwierząt, dyrektor Instytutu Hodowli Zwierząt i Genetyki Zwierząt Domowych w Berlinie-Dahlem i kierownik gospodarstwa doświadczalnego Koppehof. W 1936 przeszedł na emeryturę i przeniósł się do Monachium.

## Wybrane publikacje
- 1909 - Köorperbau und Milchleistung
- 1912 - Grundzüge der Züchtungsbiologie
- 1916 - Allgemeine Tierzucht
- 1934 - Genetik und Tierzüchtung